# دودلي مارفن
دودلي مارفن (بالإنجليزية: Dudley Marvin)‏ هو محامي وسياسي أمريكي، ولد في 9 مايو 1786 في لايم في الولايات المتحدة، وتوفي في 25 يونيو 1856. انتخب عضو مجلس النواب الأمريكي.